# 布勒尔
布勒尔（法語：Bouleurs，法語發音：[bulœʁ] ⓘ）是法国塞纳-马恩省的一个市镇，属于莫城区。

## 地理
布勒尔（48°52'52"N, 2°54'23"E）面积8.25 平方千米，位于法国法蘭西島大區塞纳-马恩省，该省份为法国北部内陆省份，北起瓦兹省，西接埃松省、马恩河谷省、塞纳-圣但尼省和瓦兹河谷省，南至卢瓦雷省，东南接约讷省，东临马恩省和奥布省，东北接埃纳省。
与布勒尔接壤的市镇（或旧市镇、城区）包括：布蒂尼、坎西瓦桑、库伊蓬托达姆、库洛姆、克雷西-拉沙佩勒、莫兰河畔圣日耳曼。

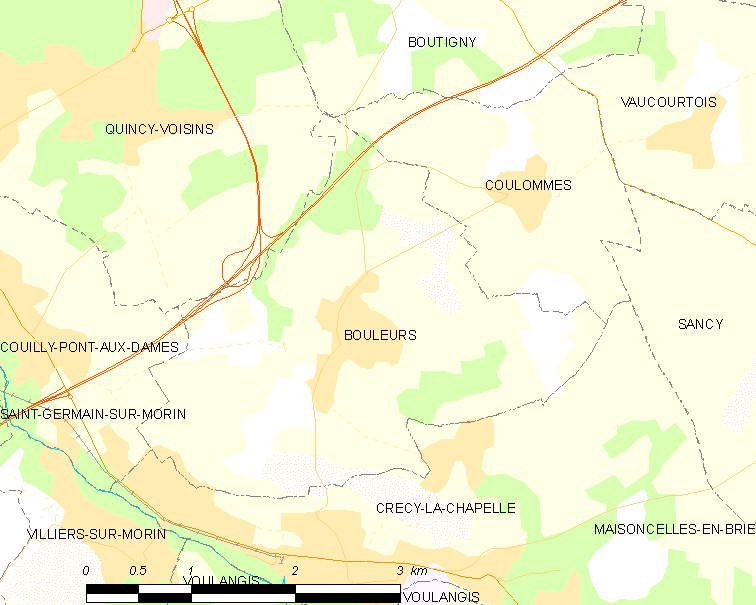
布勒尔的OSM定位图

布勒尔的时区为UTC+01:00、UTC+02:00（夏令时）。

## 行政
布勒尔的邮政编码为77580，INSEE市镇编码为77047。

## 政治
布勒尔所属的省级选区为塞里斯县。

## 人口

1962-2008年间布勒尔人口变化图示

布勒尔于2022年1月1日时的人口数量为1731人。